# Campionato sudamericano maschile under 20 di calcio 1987
Il Campionato sudamericano di calcio Under-20 1987, 13ª edizione della competizione organizzata dalla CONMEBOL e riservata a giocatori Under-20, è stato giocato in Colombia. Solo le due migliori classificate si sono qualificate per il Campionato mondiale di calcio Under-20 1987, poiché il Cile under 20 era già di diritto qualificato perché paese organizzatore.

## Partecipanti
Partecipano al torneo le rappresentative 9 delle 10 associazioni nazionali affiliate alla Confederación sudamericana de Fútbol (è assente il Venezuela under 20):
| - Argentina under 20 - Bolivia under 20 - Brasile under 20 - Cile under 20 - Colombia under 20 |  | - Ecuador under 20 - Paraguay under 20 - Perù under 20 - Uruguay under 20 |

## Città
La Federazione calcistica colombiana scelse come luoghi deputati a ospitare la manifestazione le città di Manizales, Pereira e Armenia.

## Formato

### Fase a gironi
Le 10 squadre partecipanti alla prima fase sono divise in due gruppi, uno da quattro e uno da cinque, e si affrontano in un girone all'italiana con gare di sola andata. Passano al secondo turno le prime due classificate in ogni gruppo.
In caso di arrivo a pari punti in classifica, la posizione si determina seguendo in ordine:
- Differenza reti;
- Numero di gol realizzati;
- Risultato dello scontro diretto;
- Sorteggio.

## Fase a gironi
Legenda
|  | Qualificata alla fase successiva |

### Gruppo A
| Squadra            | P.ti | G | V | P | S | GF | GS | DR |
| ------------------ | ---- | - | - | - | - | -- | -- | -- |
| Argentina under 20 | 5    | 3 | 2 | 1 | 0 | 4  | 2  | +2 |
| Brasile under 20   | 4    | 3 | 2 | 0 | 1 | 7  | 2  | +5 |
| Ecuador under 20   | 3    | 3 | 1 | 1 | 1 | 2  | 3  | -1 |
| Perù under 20      | 0    | 3 | 0 | 0 | 3 | 4  | 10 | -6 |

| 23 gennaio 1987 | Brasile | 2 – 0 | Ecuador |  |

| 24 gennaio 1987 | Argentina | 3 – 2 | Perù |  |

| 26 gennaio 1987 | Argentina | 0 – 0 | Ecuador |  |

| 28 gennaio 1987 | Ecuador | 2 – 1 | Perù |  |

| 30 gennaio 1987 | Argentina | 1 – 0 | Brasile |  |

| 1º febbraio 1987 | Brasile | 5 – 1 | Perù |  |

### Gruppo B
| Squadra           | P.ti | G | V | P | S | GF | GS | DR  |
| ----------------- | ---- | - | - | - | - | -- | -- | --- |
| Uruguay under 20  | 8    | 4 | 4 | 0 | 0 | 10 | 3  | +7  |
| Colombia under 20 | 4    | 4 | 2 | 0 | 2 | 8  | 2  | +6  |
| Cile under 20     | 4    | 4 | 2 | 0 | 2 | 9  | 9  | 0   |
| Paraguay under 20 | 4    | 4 | 2 | 0 | 2 | 7  | 9  | -2  |
| Bolivia under 20  | 0    | 4 | 0 | 0 | 4 | 4  | 15 | -11 |

| 24 gennaio 1987 | Cile | 3 – 1 | Bolivia |  |

| 25 gennaio 1987 | Colombia | 0 – 1 | Uruguay |  |

| 27 gennaio 1987 | Paraguay | 3 – 1 | Bolivia |  |

| 27 gennaio 1987 | Uruguay | 2 – 1 | Cile |  |

| 29 gennaio 1987 | Cile | 5 – 3 | Paraguay |  |

| 29 gennaio 1987 | Colombia | 5 – 0 | Bolivia |  |

| 31 gennaio 1987 | Bolivia | 2 – 4 | Uruguay |  |

| 31 gennaio 1987 | Colombia | 0 – 1 | Paraguay |  |

| 2 febbraio 1987 | Uruguay | 3 – 0 | Paraguay |  |

| 2 febbraio 1987 | Colombia | 3 – 0 | Cile |  |

## Fase finale
| Squadra            | P.ti | G | V | P | S | GF | GS | DR |
| ------------------ | ---- | - | - | - | - | -- | -- | -- |
| Colombia under 20  | 5    | 3 | 2 | 1 | 0 | 3  | 0  | +3 |
| Brasile under 20   | 4    | 3 | 1 | 2 | 0 | 4  | 2  | +2 |
| Argentina under 20 | 2    | 3 | 1 | 0 | 2 | 5  | 7  | -2 |
| Uruguay under 20   | 1    | 3 | 0 | 1 | 2 | 3  | 6  | -3 |

| 4 febbraio 1987 | Colombia | 2 – 0 | Argentina |  |

| 4 febbraio 1987 | Uruguay | 1 – 1 | Brasile |  |

| 6 febbraio 1987 | Colombia | 1 – 0 | Uruguay |  |

| 6 febbraio 1987 | Brasile | 3 – 1 | Argentina |  |

| 8 febbraio 1987 | Argentina | 4 – 2 | Uruguay |  |

| 8 febbraio 1987 | Colombia | 0 – 0 | Brasile |  |

## Classifica marcatori
| Gol |  |  | Giocatore       | Squadra            |
| --- |  |  | --------------- | ------------------ |
| 4   |  |  | Alejandro Russo | Argentina under 20 |